# 524
524(오백이십사)는 523보다 크고 525보다 작은 자연수이다.

## 수학
- 합성수로, 그 약수는 1, 2, 4, 131, 262, 524이다. 진약수의 합은 400이므로, 524는 부족수다.

## 교통

### 철도
- 수도권 전철 5호선 영등포시장역의 역번호.

### 도로
- 아우토반 524호선(영어판, 독일어판): 독일의 고속도로.
- 현도 제524호선

## 문화유산
- 대한민국의 보물 제524호: 여주 이씨 옥산문중 전적
- 대한민국의 사적 제524호: 삼척 준경묘·영경묘

## 기타
- 날짜: 5월 24일
  - 5·24 사건 (1957년)
  - 5·24 조치 (2010년)
- 연도: 524년, 기원전 524년